# Faïza Guène

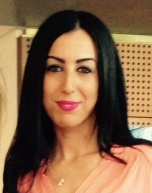
Faïza Guène, novelista francesa

Faïza Guène (Bobigny, 1985) es una joven novelista francesa, cuyos padres son de origen argelino. Su primera novela, Mañana será otro día ("Kiffe kiffe demain"), fue uno de los más vendidos durante el año 2004 y se tradujo a 22 lenguas. Publica en 2006 Du rêve pour les oufs.
También ha dirigido varios cortometrajes, La Zonzonnière en 1999, RTT y Rumeurs en 2002, Rien que des mots en 2004. También dirigió un documental titulado Mémoires du 17 octobre 61 en 2002.

## Mañana será otro día (2004)
La novela es la historia de Doria, una adolescente quinceañera de origen marroquí que vive en una ciudad dormitorio en la periferia de París que vive con su madre porque su padre las ha abandonado para casarse en Marruecos con una joven que le pueda dar un varón. Narra sus vivencias con un lenguaje muy directo, reflejo del que utiliza la juventud. Mantiene una visión bastante negativa de la vida y ve pocas posibilidades en todo lo que se halla a su alrededor, o casi todo. Sus relaciones con Hamoudi, su trabajo de canguro, sus estudios fracasados, a pesar de la desinteresada ayuda de Nabil, un vecino. Todo lo expresa con humor cínico y expresiones del lenguaje juvenil... hasta el día en el que se descubre a sí misma enamorada del mismo Nabil del que siempre se había burlado, y cambia algo su perspectiva. 